# Френк Данцевич
Френк Данцевич (англ. Frank Dancevic; нар. 26 вересня 1984) — колишній канадський тенісист.
Найвищу одиночну позицію світового рейтингу — 65 місце досяг 10 вересня, 2007, парну — 175 місце — 28 січня, 2008 року.
Найвищим досягненням на турнірах Великого шолома було 2 коло в одиночному розряді.
Завершив кар'єру 2020 року.

## Фінали турнірів ATP за кар'єру

### Одиночний розряд: 2 (2 поразки)
| Легенда                                     |
| ------------------------------------------- |
| Турніри Великого шолома (0–0)               |
| Серія Мастерс 1000 Світового Туру ATP (0–0) |
| Серія 500 Світового туру ATP (0–0)          |
| Серія 250 Світового туру ATP (0–2)          |

| Фінали за покриттям |
| ------------------- |
| Тверде (0–1)        |
| Ґрунт (0–0)         |
| Трава (0–1)         |

| Результат | W–L | Дата     | Турнір                                    | Рівень    | Покриття | Суперник                 | Рахунок       |
| --------- | --- | -------- | ----------------------------------------- | --------- | -------- | ------------------------ | ------------- |
| Поразка   | 0–1 | Лип 2007 | Indianapolis Tennis Championships, США    | Серія 250 | Тверде   | Дмитро Турсунов          | 4–6, 5–7      |
| Поразка   | 0–2 | Чер 2009 | Eastbourne International, Велика Британія | Серія 250 | Трава    | Турсунов Дмитро Ігорович | 3–6, 6–7(5–7) |

### Парний розряд: 1 (1 поразка)
| Легенда                                     |
| ------------------------------------------- |
| Турніри Великого шолома (0–0)               |
| Серія Мастерс 1000 Світового Туру ATP (0–0) |
| Серія 500 Світового туру ATP (0–0)          |
| Серія 250 Світового туру ATP (0–1)          |

| Фінали за покриттям |
| ------------------- |
| Тверде (0–1)        |
| Ґрунт (0–0)         |
| Трава (0–0)         |

| Результат | W–L | Дата     | Турнір             | Рівень    | Покриття | Партнер     | Суперники                     | Рахунок  |
| --------- | --- | -------- | ------------------ | --------- | -------- | ----------- | ----------------------------- | -------- |
| Поразка   | 0–1 | Жов 2007 | Japan Open (теніс) | Серія 250 | Тверде   | Стівен Гасс | Джордан Керр Роберт Ліндстедт | 4–6, 4–6 |

## Фінали ATP Челленджер і ITF Ф'ючерс

### Одиночний розряд: 29 (15–14)
| Легенда (одиночний розряд) |
| -------------------------- |
| Тур ATP Челленджер (8–9)   |
| Тур ITF Ф'ючерс (7–5)      |

| Фінали за покриттям |
| ------------------- |
| Тверде (10–9)       |
| Ґрунт (4–5)         |
| Трава (1–0)         |
| Килим (0–0)         |

| Результат | W–L   | Дата     | Турнір                         | Рівень     | Покриття | Суперник          | Рахунок                   |
| --------- | ----- | -------- | ------------------------------ | ---------- | -------- | ----------------- | ------------------------- |
| Поразка   | 0–1   | Тра 2002 | США F12, Тампа                 | Ф'ючерс    | Ґрунт    | Хосе Де Армас     | 6–7(6-8), 7–5, 4–6        |
| Перемога  | 1–1   | Січ 2003 | США F1, Тампа                  | Ф'ючерс    | Тверде   | Вольфганг Шранц   | 7–6(7-3), 6–4             |
| Поразка   | 1–2   | Січ 2003 | США F2, Кіссіммі               | Ф'ючерс    | Тверде   | Матіас Бокер      | 2–6, 6–7(3-7)             |
| Поразка   | 1–3   | Чер 2003 | Канада F1, Міссісога           | Ф'ючерс    | Тверде   | Раміз Джунейд     | 2–6, 6–3, 3–6             |
| Перемога  | 2–3   | Чер 2003 | Канада F2, Монреаль            | Ф'ючерс    | Тверде   | Гантлі Монтґомері | 6–4, 4–6, 6–3             |
| Перемога  | 3–3   | Лип 2003 | Гранбі (Квебек), Канада        | Челленджер | Тверде   | Ерік Тайно        | 7–6(12-10), 6–1           |
| Перемога  | 4–3   | Лип 2003 | Лексінгтон (Кентуккі), США     | Челленджер | Тверде   | Петр Кралерт      | 7–5, 6–4                  |
| Поразка   | 4–4   | Бер 2004 | Франція F5, Пуатьє             | Ф'ючерс    | Тверде   | Урос Віко         | 6–7(6–8), 4–6             |
| Поразка   | 4–5   | Лип 2004 | Аптос (Каліфорнія), США        | Челленджер | Тверде   | Кевін Кім         | 6–7(2-7), 3–6             |
| Поразка   | 4–6   | Лис 2005 | Бостон, США                    | Челленджер | Тверде   | Пол Голдстейн     | 7–5, 5–7, 3–6             |
| Перемога  | 5–6   | Січ 2006 | Вайколоа, США                  | Челленджер | Тверде   | Лу Єнь-Сюнь       | 7–6(17-15), 6–2, 6–2      |
| Поразка   | 5–7   | Лют 2006 | Безансон, Франція              | Челленджер | Тверде   | Ніколя Маю        | 3-6, 4–6                  |
| Поразка   | 5–8   | Тра 2006 | Атланта, США                   | Челленджер | Ґрунт    | Дієго Гартфілд    | 5-7, 0–6                  |
| Перемога  | 6–8   | Лип 2006 | Гранбі (Квебек), Канада        | Челленджер | Тверде   | Тобіас Клеменс    | 6–7(2-7), 7–6(8–6), 6–3   |
| Поразка   | 6–9   | Кві 2007 | Бермудські Острови             | Челленджер | Ґрунт    | Маріано Сабалета  | 5-7, 7–5, 3–6             |
| Перемога  | 7–9   | Чер 2008 | Сербітон, Велика Британія      | Челленджер | Трава    | Кевін Андерсон    | 4–6, 6–3, 7–6(7–4)        |
| Поразка   | 7–10  | Вер 2008 | Лаббок, США                    | Челленджер | Тверде   | Джон Ізнер        | 6-7(2-7), 6–4, 2–6        |
| Перемога  | 8–10  | Бер 2012 | Даллас, США                    | Челленджер | Тверде   | Ігор Андрєєв      | 7–6(7–4), 6-3             |
| Поразка   | 8–11  | Кві 2012 | Таллахассі, США                | Челленджер | Тверде   | Тім Смичек        | 5-7, 0–0 ret.             |
| Перемога  | 9–11  | Лип 2013 | Гранбі (Квебек), Канада        | Челленджер | Тверде   | Лукаш Лацко       | 6–4, 6–7(4–7), 6–3        |
| Поразка   | 9–12  | Тра 2014 | Таллахассі, США                | Челленджер | Ґрунт    | Роббі Джінепрі    | 3-6, 4–6                  |
| Перемога  | 10–12 | Чер 2014 | Кошиці, Словаччина             | Челленджер | Ґрунт    | Норберт Ґомбос    | 6–2, 3–6, 6–2             |
| Поразка   | 10–13 | Бер 2015 | Драммонвіль, Канада            | Челленджер | Ґрунт    | Джон-Патрік Сміт  | 7-6(13-11), 6–7(3-7), 5–7 |
| Перемога  | 11–13 | Вер 2015 | Канада F8, Калгарі             | Ф'ючерс    | Тверде   | Ґонсало Ескобар   | 6–4, 6–3                  |
| Перемога  | 12–13 | Вер 2015 | Канада F9, Торонто             | Ф'ючерс    | Ґрунт    | Тенніс Сендгрен   | 7–5, 6–3                  |
| Перемога  | 13–13 | Вер 2015 | Канада F10, Торонто            | Ф'ючерс    | Тверде   | Санам Сінгх       | 6–3, 6–2                  |
| Поразка   | 13–14 | Вер 2015 | Канада F11, Маркем             | Ф'ючерс    | Тверде   | Санам Сінгх       | 4–6, 2–6                  |
| Перемога  | 14–14 | Тра 2016 | Боснія і Герцеговина F2, Брчко | Ф'ючерс    | Ґрунт    | Кристиян Месарош  | 6–4, 3–6, 6–0             |
| Перемога  | 15–14 | Вер 2016 | Канада F7, Торонто             | Ф'ючерс    | Ґрунт    | Іван Ендара       | 7–6(7-5), 7–6(7-3)        |

### Парний розряд: 12 (3–9)
| Легенда (парний розряд)  |
| ------------------------ |
| Тур ATP Челленджер (2–7) |
| Тур ITF Ф'ючерс (1–2)    |

| Фінали за покриттям |
| ------------------- |
| Тверде (3–8)        |
| Ґрунт (0–1)         |
| Трава (0–0)         |
| Килим (0–0)         |

| Результат | W–L | Дата     | Турнір                         | Рівень     | Покриття | Партнер        | Суперники                        | Рахунок            |
| --------- | --- | -------- | ------------------------------ | ---------- | -------- | -------------- | -------------------------------- | ------------------ |
| Перемога  | 1–0 | Січ 2003 | США F1, Тампа                  | Ф'ючерс    | Тверде   | Саймон Ларос   | Бенжамен Кассень Айсам Куреші    | 6–3, 6–4           |
| Поразка   | 1–1 | Чер 2003 | Канада F1, Міссісога           | Ф'ючерс    | Тверде   | Раян Расселл   | Трейс Філдінґ Ендрю Ніскер       | 4–6, 6–7(2-7)      |
| Перемога  | 2–1 | Лип 2004 | Гранбі (Квебек), Канада        | Челленджер | Тверде   | Браян Бейкер   | Харел Леві Давіде Сангінетті     | 6–2, 7–6(7-5)      |
| Поразка   | 2–2 | Лип 2005 | Гранбі (Квебек), Канада        | Челленджер | Тверде   | Філіп Бестер   | Юган Ландсберг Лу Єнь-Сюнь       | 6–4, 6–7(5-7), 5–7 |
| Поразка   | 2–3 | Лис 2008 | Луїсвілл (Кентуккі), США       | Челленджер | Тверде   | Душан Вемич    | Пракаш Амрітрадж Джессі Лівайн   | 3–6, 6–7(10-12)    |
| Перемога  | 3–3 | Лип 2013 | Лексінгтон (Кентуккі), США     | Челленджер | Тверде   | Пітер Поланскі | Бредлі Клан Майкл Вінус          | 7–5, 6–3           |
| Поразка   | 3–4 | Лис 2014 | Шампейн (Іллінойс), США        | Челленджер | Тверде   | Аділ Шамасдін  | Росс Вільям Ґіньйон Тім Копінскі | 6–7(2-7), 2–6      |
| Поразка   | 3–5 | Лют 2015 | Вроцлав, Польща                | Челленджер | Тверде   | Андрей Капась  | Філіпп Пецшнер Тім Пюц           | 6–7(4-7), 3–6      |
| Поразка   | 3–6 | Бер 2015 | Драммонвіль, Канада            | Челленджер | Тверде   | Франк Мозер    | Філіп Бестер Кріс Гуччоне        | 4–6, 6–7(6-8)      |
| Поразка   | 3–7 | Бер 2015 | Віннетка (Іллінойс), США       | Челленджер | Тверде   | Секу Банґура   | Юган Брунстрем Ніколас Монро     | 6–4, 3–6, [8-10]   |
| Поразка   | 3–8 | Тра 2016 | Боснія і Герцеговина F2, Брчко | Ф'ючерс    | Ґрунт    | Небойша Перич  | Лукас Мідлер Давід Піхлер        | 2–6, 6–4, [6-10]   |
| Поразка   | 3–9 | Лис 2016 | Ортізеї, Італія                | Челленджер | Тверде   | Марко Тепаваць | Кевін Кравіц Альбано Оліветті    | 4–6, 4–6           |

## Юніорські фінали турнірів Великого шолома

### Парний розряд: 2 (1–1)
| Результат | Рік  | Турнір                                 | Покриття                 | Партнер           | Суперники                        | Рахунок       |
| --------- | ---- | -------------------------------------- | ------------------------ | ----------------- | -------------------------------- | ------------- |
| Поразка   | 2001 | Відкритий чемпіонат Австралії з тенісу | Корт з твердим покриттям | Джованні Лапентті | Їталь Абуґзір Лусіано Вітулло    | 4–6, 6–7(5–7) |
| Перемога  | 2001 | Вімблдонський турнір                   | Трава                    | Джованні Лапентті | Бруно Ечагарай Сантьяго Гонсалес | 6–1, 6–4      |

## Виступи в одиночних турнірах Великого шолома
| W | Ф | ПФ | ЧФ | #Р | КТ | К# | DNQ | A | NH |

| Турнір                                 | 2002         | 2003         | 2004 | 2005         | 2006         | 2007         | 2008 | 2009         | 2010         | 2011         | 2012 | 2013         | 2014         | 2015         | 2016 | 2017         | 2018         | SR     | W–L  | % виграшів |
| -------------------------------------- | ------------ | ------------ | ---- | ------------ | ------------ | ------------ | ---- | ------------ | ------------ | ------------ | ---- | ------------ | ------------ | ------------ | ---- | ------------ | ------------ | ------ | ---- | ---------- |
| Відкритий чемпіонат Австралії з тенісу |              |              | К2р  | К3р          | К3р          | 2р           | 1р   | 1р           |              | 1р           |      | К1р          | 1р           | К1р          | К1р  |              | К2р          | 0 / 5  | 1–5  | 17%        |
| Відкритий чемпіонат Франції з тенісу   |              |              |      |              | К1р          | К1р          | 1р   | К1р          |              | 1р           | 1р   | К3р          | К3р          | К1р          |      |              |              | 0 / 3  | 0–3  | 0%         |
| Вімблдонський турнір                   |              |              | К1р  | К2р          | 1р           | 2р           | 2р   | 1р           | К1р          | 1р           |      | К2р          | 2р           | К1р          |      | К1р          |              | 0 / 6  | 3–6  | 33%        |
| Відкритий чемпіонат США з тенісу       |              | К2р          | К2р  | К2р          | К2р          | 1р           | 1р   | К1р          | К3р          | 1р           | К1р  | 2р           | 1р           |              | К2р  | К3р          |              | 0 / 5  | 1–5  | 17%        |
| В-П                                    | 0–0          | 0–0          | 0–0  | 0–0          | 0–1          | 2–3          | 1–4  | 0–2          | 0–0          | 0–4          | 0–1  | 1–1          | 1–3          | 0–0          | 0–0  | 0–0          | 0–0          | 0 / 19 | 5–19 | 21%        |
| Серія Мастерс 1000 Світового Туру ATP  |              |              |      |              |              |              |      |              |              |              |      |              |              |              |      |              |              |        |      |            |
| Indian Wells Open                      |              |              |      | К2р          |              | 2р           |      |              |              | К2р          | К2р  | К2р          |              | 1р           |      |              |              | 0 / 2  | 1–2  | 33%        |
| Відкритий чемпіонат Маямі з тенісу     |              |              |      | К1р          | К1р          | К2р          |      | 2р           |              | К2р          | 2р   | 1р           |              |              |      |              |              | 0 / 3  | 2–3  | 40%        |
| Мастерс Мадрид                         |              |              |      |              |              | К2р          |      |              |              |              |      |              |              |              |      |              |              | 0 / 0  | 0–0  | –          |
| Мастерс Канада                         | 1р           | 1р           | 1р   | 1р           | 2р           | ЧФ           | 2р   | 1р           | 1р           |              | 1р   | 2р           | 1р           | 1р           | 1р   | К2р          | К1р          | 0 / 14 | 6–14 | 30%        |
| В-П                                    | 0–1          | 0–1          | 0–1  | 0–1          | 1–1          | 4–2          | 1–1  | 1–2          | 0–1          | 0–0          | 1–2  | 1–2          | 0–1          | 0–2          | 0–1  | 0–0          | 0–0          | 0 / 19 | 9–19 | 32%        |
| Виступи за країну                      |              |              |      |              |              |              |      |              |              |              |      |              |              |              |      |              |              |        |      |            |
| Теніс на Олімпійських іграх            | Не проводили | Не проводили |      | Не проводили | Не проводили | Не проводили | 1р   | Не проводили | Не проводили | Не проводили |      | Не проводили | Не проводили | Не проводили |      | Не проводили | Не проводили | 0 / 1  | 0–1  | 0%         |